# Saison 2011 de la PSA
La saison 2011 de l'Association professionnelle de squash (ou PSA World Tour 2011), est constituée d'une centaine de tournois organisés par la PSA, dont sept PSA World Series et le championnat du monde organisé cette année à Rotterdam aux Pays-Bas. La saison s'est conclue par les World Series Finals, tournoi réunissant les huit meilleurs joueurs de la saison.

## Calendrier 2011

### Légende
| World Open            |
| World Series Platinum |
| World Series Gold     |
| International 70      |
| International 50      |

### World Open
| Tournoi                                                       | Date                         | Champion                            | Finaliste        | Demi-finalistes               | Quart de finalistes                               |
| ------------------------------------------------------------- | ---------------------------- | ----------------------------------- | ---------------- | ----------------------------- | ------------------------------------------------- |
| World Open Rotterdam, Pays-Bas World Open 275 000 $ - Tableau | 30 octobre - 6 novembre 2011 | Nick Matthew 6-11, 11-9, 11-6, 11-5 | Grégory Gaultier | Karim Darwish James Willstrop | Ramy Ashour Amr Shabana Peter Barker David Palmer |

### PSA World Series
Prize money: 115 000 $ et plus
| Tournoi                                                                                | Date                          | Champion                                   | Finaliste        | Demi-finalistes                      | Quart de finalistes                                                  |
| -------------------------------------------------------------------------------------- | ----------------------------- | ------------------------------------------ | ---------------- | ------------------------------------ | -------------------------------------------------------------------- |
| Tournament of Champions New York, États-Unis PSA World Series Gold 115 000 $ - tableau | 21–27 janvier 2011            | Ramy Ashour 11-3, 7-11, 11-9, 11-7         | Nick Matthew     | James Willstrop Amr Shabana          | Peter Barker Laurens Jan Anjema Mohd El Shorbagy David Palmer        |
| North American Open Richmond, États-Unis PSA World Series Gold 115 000 $ - tableau     | 20–26 février 2011            | Nick Matthew 11-9, 11-5, 8-11, 8-11, 11-6  | Ramy Ashour      | James Willstrop Amr Shabana          | Grégory Gaultier Peter Barker Mohd Azlan Iskandar David Palmer       |
| Australian Open Canberra, Australie PSA World Series Platinum 150 000 $ - tableau      | 8–14 août 2011                | Ramy Ashour 12-14, 11-6, 10-12, 11-8, 11-4 | Nick Matthew     | Grégory Gaultier David Palmer        | Karim Darwish James Willstrop Peter Barker Laurens Jan Anjema        |
| British Grand Prix Manchester, Royaume-Uni PSA World Series Gold 115 000 $ - tableau   | 19–25 septembre 2011          | Ramy Ashour 3-11, 11-3, 11-7, 11-4         | Nick Matthew     | Karim Darwish Amr Shabana            | Grégory Gaultier Peter Barker Omar Mosaad Adrian Grant               |
| US Open Philadelphie, États-Unis PSA World Series Gold 115 000 $ - tableau             | 30 septembre - 6 octobre 2011 | Amr Shabana 11-9, 8-11, 11-2, 11-4         | Nick Matthew     | James Willstrop Thierry Lincou       | Peter Barker Mohd El Shorbagy Mohd Azlan Iskandar Laurens Jan Anjema |
| Qatar Classic Doha, Qatar PSA World Series Platinum 150 000 $ - tableau                | 16–21 octobre 2011            | Grégory Gaultier 11-8, 11-7, 2-11, 11-8    | James Willstrop  | Karim Darwish Stewart Boswell        | Peter Barker Cameron Pilley Nicolas Müller Tarek Momen               |
| Hong Kong Open Hong Kong, China PSA World Series Platinum 150 000 $ - tableau          | 15–20 novembre 2011           | James Willstrop 11-5, 11-9, 11-4           | Karim Darwish    | Grégory Gaultier Mohd Azlan Iskandar | Nick Matthew Amr Shabana Peter Barker Stewart Boswell                |
| Kuwait PSA Cup Koweït, Koweït PSA World Series Platinum 165 000 $ - tableau            | 23–29 novembre 2011           | James Willstrop 11-9, 10-12, 11-4, 11-2    | Karim Darwish    | Grégory Gaultier Mohd El Shorbagy    | Nick Matthew Peter Barker Laurens Jan Anjema Stewart Boswell         |
| PSA Masters New Delhi, India PSA World Series Platinum 150 000 $ - tableau             | 12–18 décembre 2011           | James Willstrop 19-21, 11-8, 11-4, 6-1     | Grégory Gaultier | Peter Barker Mohd El Shorbagy        | Ramy Ashour Karim Darwish Daryl Selby Laurens Jan Anjema             |

| Tournoi final                                                                                               | Date             | Champion                                  | Finaliste        | Demi-finalistes               | Round Robin                                                          |
| --- | ---------------- | ----------------------------------------- | ---------------- | ----------------------------- | -------------------------------------------------------------------- |
| PSA World Series Finals 2011 Queen's Club, Londres, Royaume-Uni PSA World Series Finals 110 000 $ - tableau | 4–8 janvier 2012 | Amr Shabana 6-11, 12-10, 11-7, 7-11, 11-8 | Grégory Gaultier | James Willstrop Karim Darwish | Peter Barker Mohd Azlan Iskandar Mohd El Shorbagy Laurens Jan Anjema |

### International
Prize money: entre 25 000 $ et 114 999 $

#### Janvier
| Tournoi                                                       | Date               | Champion                                   | Finaliste          | Demi-finalistes            | Quart de finalistes                                               |
| ------------------------------------------------------------- | ------------------ | ------------------------------------------ | ------------------ | -------------------------- | ----------------------------------------------------------------- |
| Comfort Inn Open Vancouver, Canada International 35 35 000 $  | 13–15 janvier 2011 | Daryl Selby 11-6, 10-12, 9-11, 12-10, 11-5 | Hisham Mohd Ashour | David Palmer Olli Tuominen | Shahier Razik Miguel Ángel Rodríguez César Salazar Jorge Baltazar |
| Motor City Open Détroit, États-Unis International 50 50 000 $ | 28–31 janvier 2011 | Mohamed El Shorbagy 8-11, 11-6, 11-8, 11-5 | Omar Mosaad        | David Palmer Adrian Grant  | Jonathan Kemp Tarek Momen Tom Richards Alan Clyne                 |

#### Février
| Tournoi                                                              | Date             | Champion                                   | Finaliste          | Demi-finalistes               | Quart de finalistes                                                     |
| -------------------------------------------------------------------- | ---------------- | ------------------------------------------ | ------------------ | ----------------------------- | ----------------------------------------------------------------------- |
| Open de Suède Linköping, Suède International 50 60 000 $ - tableau   | 3–6 février 2011 | Nick Matthew 11-7, 11-6, 11-5              | Peter Barker       | Karim Darwish Daryl Selby     | Cameron Pilley Stewart Boswell Farhan Mehboob Davide Bianchetti         |
| Bluenose Classic Halifax, Canada International 50 50 000 $ - tableau | 3–6 février 2011 | Mohd Azlan Iskandar 11-8, 8-11, 11-9, 11-7 | Hisham Mohd Ashour | Julian Illingworth Gilly Lane | Laurens Jan Anjema Miguel Ángel Rodríguez Mohammed Abbas Nicolas Müller |

#### Mars
| Tournoi                                                                                   | Date            | Champion                                   | Finaliste           | Demi-finalistes                     | Quart de finalistes                                                   |
| ----------------------------------------------------------------------------------------- | --------------- | ------------------------------------------ | ------------------- | ----------------------------------- | --------------------------------------------------------------------- |
| Kig Open 2011 Los Angeles, États-Unis International 25 25 000 $                           | 3–6 mars 2011   | Jonathan Kemp 11-7, 11-8, 7-11, 7-11, 11-6 | Julian Illingworth  | Ryan Cuskelly Stefan Casteleyn      | Mohamed Reda Omar Abdel Aziz Chris Simpson Amr Khaled Khalifa         |
| Manitoba Open Winnipeg, Canada International 25 25 000 $                                  | 10–13 mars 2011 | Adrian Grant 8-11, 11-2, 11-2, 12-10       | Julian Illingworth  | Shahier Razik Ryan Cuskelly         | Arturo Salazar Jan Koukal Henrik Mustonen Robbie Temple               |
| Rocky Mountain Open Calgary, Canada International 50 50 000 $ - tableau                   | 16–19 mars 2011 | David Palmer 11-7, 5-11, 4-11, 11-7, 11-6  | Laurens Jan Anjema  | Omar Mosaad Nicolas Müller          | Shahier Razik Tarek Momen Ryan Cuskelly Zac Alexander                 |
| Open de Kuala Lumpur 2011 Kuala Lumpur, Malaisie International 50 50 000 $ - tableau      | 17–20 mars 2011 | Karim Darwish 11-9, 11-9, 11-3             | Mohamed El Shorbagy | Mohd Azlan Iskandar Grégoire Marche | Saurav Ghosal Aamir Atlas Khan Stephen Coppinger Mohd Nafiizwan Adnan |
| Canary Wharf Squash Classic 2011 Londres, Royaume-Uni International 50 50 000 $ - tableau | 21–25 mars 2011 | Nick Matthew 5-11, 11-4, 11-1, 11-3        | Peter Barker        | James Willstrop Grégory Gaultier    | Daryl Selby Stewart Boswell Simon Rösner Joey Barrington              |
| Open de Montréal Montréal, Canada International 50 50 000 $                               | 21–25 mars 2011 | Hisham Mohd Ashour 9-11, 11-7, 11-3, 11-6  | David Palmer        | Laurens Jan Anjema Alister Walker   | Adrian Grant Stéphane Galifi Alan Clyne Jan Koukal                    |
| Kolkata International 2011 Kolkata, Inde International 50 50 000 $                        | 29–30 mars 2011 | Karim Darwish 12-10, 12-10, 11-4           | Omar Mosaad         | Saurav Ghosal Karim Abdel Gawad     | Ong Beng Hee Mohamed Reda Robbie Temple Amr Khaled Khalifa            |

#### Avril
| Tournoi                                                                  | Date             | Champion                            | Finaliste       | Demi-finalistes                      | Quart de finalistes                                           |
| ------------------------------------------------------------------------ | ---------------- | ----------------------------------- | --------------- | ------------------------------------ | ------------------------------------------------------------- |
| Berkshire Squash Open Williamstown, États-Unis International 25 30 000 $ | 6–10 avril 2011  | Wael El Hindi 11-9, 11-7, 11-9      | Tom Richards    | Jonathan Kemp Miguel Ángel Rodríguez | Shahier Razik Borja Golán Arturo Salazar Mohd Nafiizwan Adnan |
| Irish Squash Open Dublin, Irlande International 25 25 000 $              | 13–16 avril 2011 | Tarek Momen 12-10, 11-7, 8-11, 11-3 | Stewart Boswell | Saurav Ghosal Borja Golán            | Olli Tuominen Chris Ryder Mathieu Castagnet Siddharth Suchde  |

#### Mai
| Tournoi                                                                     | Date           | Champion                                  | Finaliste     | Demi-finalistes                | Quart de finalistes                                 |
| --------------------------------------------------------------------------- | -------------- | ----------------------------------------- | ------------- | ------------------------------ | --------------------------------------------------- |
| Hurghada International Hurghada, Égypte International 70 77 500 $ - tableau | 14–19 mai 2011 | Ramy Ashour 11-9, 9-11, 12-14, 11-9, 11-3 | Karim Darwish | Grégory Gaultier Olli Tuominen | Omar Mosaad Tarek Momen Mohamed Reda Mohammed Abbas |

#### Juin
| Tournoi                                                                                            | Date            | Champion                                           | Finaliste      | Demi-finalistes            | Quart de finalistes                                |
| -------------------------------------------------------------------------------------------------- | --------------- | -------------------------------------------------- | -------------- | -------------------------- | -------------------------------------------------- |
| Internationaux de La Réunion Saint-Pierre (La Réunion), France International 25 25 000 $ - tableau | 22–25 juin 2011 | Mohamed El Shorbagy 5-11, 11-5, 11-4, 10-12, 15-13 | Thierry Lincou | Márk Krajcsák Julien Balbo | Yann Perrin Kamran Khan Oliver Pett Rasmus Nielsen |

#### Juillet
| Tournoi                                                                                        | Date               | Champion                                     | Finaliste          | Demi-finalistes             | Quart de finalistes                                                    |
| ---------------------------------------------------------------------------------------------- | ------------------ | -------------------------------------------- | ------------------ | --------------------------- | ---------------------------------------------------------------------- |
| Malaysian Open Squash Championships Kuala Lumpur, Malaisie International 50 50 000 $ - tableau | 20–23 juillet 2011 | Grégory Gaultier 11-8, 11-3, 11-3            | Aamir Atlas Khan   | Cameron Pilley Alan Clyne   | Mohamed El Shorbagy Mohd Azlan Iskandar Ong Beng Hee Karim Abdel Gawad |
| Cairo Open Squash Championships 2011 Le Caire, Égypte International 25 25 000 $                | 25–28 juillet 2011 | Mohamed Reda 6-11, 12-10, 12-10, 6-11, 16-14 | Marwan El Shorbagy | Omar Mosaad Omar Abdel Aziz | Aamir Atlas Khan Stéphane Galifi Kristian Frost Omar Abdel Meguid      |

#### Septembre
| Tournoi                                                               | Date               | Champion                                          | Finaliste          | Demi-finalistes                       | Quart de finalistes                                  |
| --------------------------------------------------------------------- | ------------------ | ------------------------------------------------- | ------------------ | ------------------------------------- | ---------------------------------------------------- |
| Open de Colombie Bogota, Colombie International 35 35 000 $ - tableau | 1–4 septembre 2011 | Mohamed El Shorbagy 7-11, 11-7, 11-8, 2-11, 15-13 | Laurens Jan Anjema | Alister Walker Miguel Ángel Rodríguez | Martin Knight Rafael Alarçón Henrik Mustonen Max Lee |

#### Octobre
| Tournoi                                                                                 | Date               | Champion                                         | Finaliste    | Demi-finalistes             | Quart de finalistes                                         |
| --------------------------------------------------------------------------------------- | ------------------ | ------------------------------------------------ | ------------ | --------------------------- | ----------------------------------------------------------- |
| Netsuite Open San Francisco, États-Unis International 35 35 000 $ - tableau             | 7–10 octobre 2011  | Laurens Jan Anjema 7-11, 7-11, 11-8, 11-5, 14-12 | Omar Mosaad  | Daryl Selby Alister Walker  | Wael El Hindi Shahier Razik Alan Clyne Arturo Salazar       |
| Santiago Open Saint-Jacques-de-Compostelle, Espagne International 25 25 000 $ - tableau | 19–22 octobre 2011 | Borja Golán 14-12, 11-0, 8-11, 11-6              | Adrian Grant | Grégoire Marche Oliver Pett | Stephen Coppinger Jan Koukal Campbell Grayson Carlos Cornes |

#### Novembre
| Tournoi                                                                       | Date                | Champion                                     | Finaliste      | Demi-finalistes                  | Quart de finalistes                                             |
| ----------------------------------------------------------------------------- | ------------------- | -------------------------------------------- | -------------- | -------------------------------- | --------------------------------------------------------------- |
| Open de Dayton Dayton, États-Unis International 25 25 000 $ - tableau         | 10–13 novembre 2011 | Alister Walker 11-4, 14-12, 11-4             | Yasir Butt     | Adrian Grant Chris Simpson       | Adrian Waller Campbell Grayson Oliver Pett Danish Atlas Khan    |
| Open de Macao Macao, Chine International 50 50 000 $ - tableau                | 10–13 novembre 2011 | Mohamed El Shorbagy 11-13, 11-5, 11-5, 11-7  | Thierry Lincou | Hisham Mohd Ashour Olli Tuominen | Mohd Azlan Iskandar Julian Illingworth Ong Beng Hee Borja Golán |
| Open de Pittsburgh Pittsburgh, États-Unis International 25 25 000 $ - tableau | 17–20 novembre 2011 | Alister Walker 11-7, 6-11, 11-4, 15-17, 11-2 | Adrian Grant   | Shahier Razik Ryan Cuskelly      | Chris Simpson César Salazar Campbell Grayson Henrik Mustonen    |

## Top 10 mondial de fin d'année
| Rank | 2011                | 2011     |
| ---- | ------------------- | -------- |
| 1    | Nick Matthew        | 1716.750 |
| 2    | James Willstrop     | 1392.250 |
| 3    | Grégory Gaultier    | 1050.750 |
| 4    | Ramy Ashour         | 1028.250 |
| 5    | Karim Darwish       | 980.750  |
| 6    | Amr Shabana         | 789.500  |
| 7    | Peter Barker        | 644.000  |
| 8    | Mohamed El Shorbagy | 642.875  |
| 9    | David Palmer        | 485.000  |
| 10   | Mohd Azlan Iskandar | 465.000  |

## Retraites
Ci-dessous, la liste des joueurs et joueuses notables (gagnants un titre majeur ou ayant fait partie du top 30 pendant au moins un mois) ayant annoncé leur retraite du squash professionnel, devenus inactifs ou ayant été bannis durant la saison 2011:
- David Palmer, né le 28 juin 1976 à Lithgow, rejoint le pro tour en 1994, atteignant le premier rang mondial en septembre 2001 et conservant la place pendant quatre mois. Il remporte deux championnats du monde, en 2002 contre John White et en 2006 contre Grégory Gaultier Il remporte également quatre British Open en 2001, 2003, 2004 et 2008. Il se retire en novembre après avoir perdu en quart de finale du championnat du monde 2011[1].
- Stewart Boswell, né le 29 juillet 1978 à Canberra, rejoint le pro tour en 1996, atteignant la 4e place mondiale en mai 2002. Il remporte 9 titres PSA World Tour dont trois Australian Open et atteint la finale de l'US Open 2002 face à David Palmer. Il se retire en décembre après le tournoi Kuwait PSA Cup[2].
- Stefan Casteleyn , né le 25 février 1974 à Bruxelles, rejoint le pro tour en 1993, atteignant la 7e place mondiale en décembre 1999. Il remporte 19 titres de champion de Belgique durant sa carrière. Il se retire en décembre 2011[3].